# Rejencja koszalińska
     Rejencja stralsundzka
     Rejencja szczecińska
     Rejencja koszalińska

Podział administracyjny Pomorza w 1913 r.
Rejencja stralsundzka
Rejencja szczecińska
Rejencja koszalińska

Rejencja koszalińska (niem. Regierungsbezirk Köslin, w XIX wieku Regierungsbezirk Cöslin) – prusko-niemiecka jednostka podziału terytorialnego w latach 1816–1945, obejmująca dzisiejsze Pomorze Zachodnie. Stolicą był Köslin. Rejencja wchodziła w skład prowincji Pomorze.

## Historia
Jednostka została wprowadzona w Prusach w latach 1815–1816 i istniała do 1945 jako pośredni szczebel administracji pomiędzy prowincją Pomorze ze stolicą w mieście Stettin a powiatami. Obecnie na jej terytorium znajdują się województwa: pomorskie z powiatami: bytowskim, lęborskim i słupskim z miastem na prawach powiatu Słupsk oraz zachodniopomorskie z powiatami: białogardzkim, gryfickim, kołobrzeskim, łobeskim, sławieńskim oraz koszalińskim z miastem na prawach powiatu Koszalin.

## Podział administracyjny  i granice rejencji

### Rok 1900
Powiaty ziemskie (Landkreis):
- Belgard (Persante), w 1932 połączony z powiatem Schivelbein
- Bublitz, w 1932 połączony z powiatem Köslin
- Bütow
- Dramburg, w 1938 włączony do rejencji pilskiej
- Kolberg-Körlin, od 1913 bez miasta Kolberg
- Köslin, w 1932 połączony z powiatem Bublitz
- Lauenburg i. Pom.
- Neustettin, w 1938 włączony do rejencji pilskiej
- Rummelsburg i. Pom.
- Schivelbein, w 1932 połączony z powiatem Belgard (Persante)
- Schlawe i. Pom.
- Stolp

Do 1920 jedynym powiatem grodzkim (Stadtkreis) pozostawał Stolp. W tymże roku z powiatu Kolberg-Körlin wydzielono miasto Kolberg, a trzy lata później – Köslin. 

### Zmiany granic i podziału administracyjnego rejencji w 1938
W 1938 w ramach Pomorza powstała trzecia rejencja (obok szczecińskiej i koszalińskiej) – rejencja pilska (oficjalna nazwa to rejencja Marchia Graniczna Poznańsko-Zachodniopruska) z siedzibą władz w Schneidemühl, w której znalazły się powiaty Dramburg i Neustettin. Wcześniej trzecią rejencją była stralsundzka zlikwidowana w 1932. Do rejencji koszalińskiej włączono za to powiaty Regenwalde i Greifenberg i. Pom. z rejencji szczecińskiej. W międzyczasie zlikwidowano powiat Bublitz.

### Rok 1940
Powiaty ziemskie (Landkreis):
- Belgard (Persante)
- Bütow
- Greifenberg i. Pom., do 1938 w rejencji szczecińskiej
- Kolberg-Körlin
- Köslin
- Lauenburg i. Pom.
- Regenwalde, do 1938 w rejencji szczecińskiej
- Rummelsburg i. Pom.
- Schlawe i. Pom.
- Stolp

Powiaty grodzkie (Stadtkreis):
- Kolberg, od 1913
- Köslin od 1923
- Stolp, od 1898

Rejencję zlikwidowano w 1945 i wprowadzono polski podział administracyjny, uwzględniając nowe granice państwa.

## Populacja
| Powiat                  | Nazwa polska      | Populacja (1939) |
| ----------------------- | ----------------- | ---------------- |
| Belgard                 | Białogard         | 77 062           |
| Bütow                   | Bytów             | 27 308           |
| Greifenberg             | Gryfice           | 46 210           |
| Köslin (miasto)         | Koszalin          | 31 937           |
| Köslin (powiat)         | Koszalin          | 46 165           |
| Kolberg (miasto)        | Kołobrzeg         | 33 580           |
| Kolberg-Körlin (powiat) | Kołobrzeg-Karlino | 38 748           |
| Lauenburg im Pommern    | Lębork            | 62 287           |
| Regenwalde              | Resko             | 49 232           |
| Rummelsburg             | Miastko           | 40 174           |
| Schlawe                 | Sławno            | 77 520           |
| Stolp (miasto)          | Słupsk            | 48 060           |
| Stolp (powiat)          | Słupsk            | 82 287           |
| Razem                   | Razem             | 660 570          |